# Rosengårdsrapporten

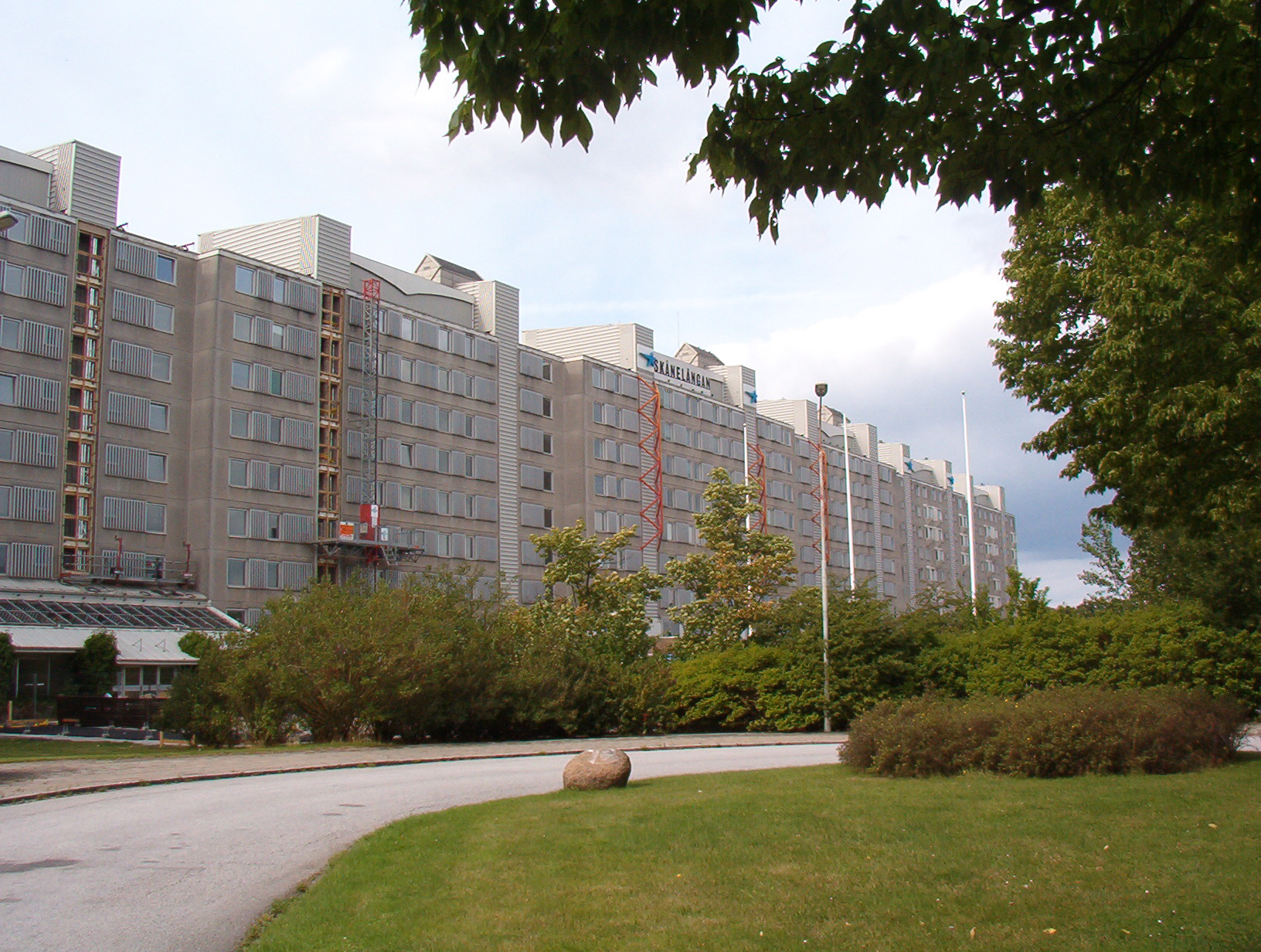
Lägenheter i Rosengård, Malmö, Sverige.

Rosengårdsrapporten, egentligen Hot mot demokrati och värdegrund - en lägesbild från Malmö, är en rapport utgiven i januari 2009 av Magnus Ranstorp och Josefine Dos Santos vid Centrum för asymmetriska hot och terrorismstudier (CATS) på Försvarshögskolan.
Rapporten visade på problem med islamistisk radikalisering i Malmö.
2018 släppte Ranstorp med flera ytterligare en rapport som granskade salafism.

## Åtgärder i urval
- Lag mot tvångsgifte och arrangerade äktenskap bör övervägas enligt författarna.[2] 2014 stärkte regeringen Löfven lagstiftning mot tvångs- och barnäktenskap.[5]

- Författarna beskriver hur vissa religiösa friskolor i Malmö driver en verksamhet som inte är förenlig med en värdegrund byggt på mänskliga rättigheter och demokrati. Författarna förordar att staten ser över de medel som sådan verksamhet får och även kontrollerar hur den bedrivs.[2]
- Malmö stad föreslås ingå i ett samarbete med Köpenhamn, som redan ingår i ett europeiskt nätverk med Amsterdam, Utrecht, Rotterdam, Liverpool och Essen.[2]
- Granska alla kulturföreningar i Malmö är ett förslag från författarna, då dessa föreningar finansieras av kommun och i verkligheten bedriver en religiös verksamhet. Dessutom föreslås att en sådan granskning bör i detalj studera om föreningarna tar emot medel från utlandskällor.[2]

## Mottagande
Rosengårdsrapporten fick kritik när den släpptes 2009, bland annat för att vara fördomsfull och ovetenskaplig. Leif Stenberg, professor i islamologi vid Lunds Universitet, efterlyste källhänvisningar samt sammanhang mellan metod, resultat och slutsatser. Han begärde ut intervjuerna från Försvarshögskolan, men då var handlingarna destruerade. Justitieombudsmannen konstaterade senare att Försvarshögskolan gjorde fel när den inte arkiverade handlingarna i enlighet med gällande regelverket.
När rapporten aktualiserades igen 2016 efter att Osama Krayem från Rosengård gripits för terrordåd i Belgien, menade en del debattörer att det som beskrevs i rapporten var korrekt och att samhället borde ha agerat på det som stod där. Leif Stenberg vidhöll sin kritik mot rapportens vetenskapliga brister.